# Groß Besten

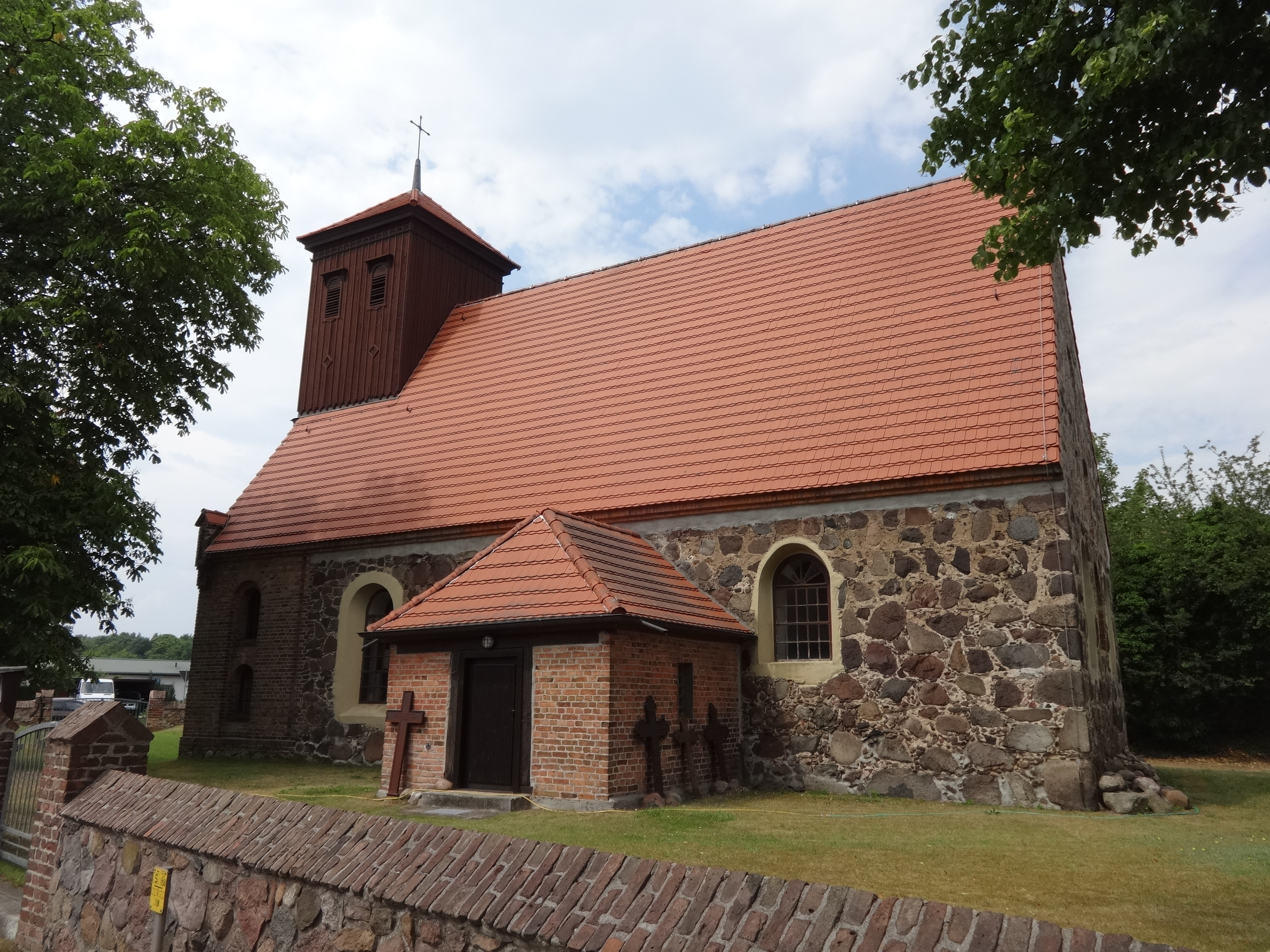
Dorfkirche Bestensee in Groß Besten

Groß Besten ist ein bewohnter Gemeindeteil der Gemeinde Bestensee im Landkreis Dahme-Spreewald in Brandenburg. Die früher selbstständige Gemeinde wurde am 1. April 1938 mit dem benachbarten Klein Besten zu der neuen Gemeinde Bestensee zusammengelegt.

## Lage
Groß Besten liegt etwa 35 Kilometer südlich des Stadtzentrums von Berlin und südlich der Stadt Königs Wusterhausen. Umliegende Ortschaften sind die Königs Wusterhausener Ortsteile Zeesen im Norden und Körbiskrug im Nordosten, der zur Gemeinde Heidesee gehörende Ortsteil Gräbendorf im Osten, Pätz im Südosten, Klein Besten im Süden sowie die zur Stadt Mittenwalde gehörenden Ortsteile Gallun im Westen und Krummensee im Nordwesten. Östlich von Groß Besten befindet sich zudem die zum Hauptort gehörende Plattenbausiedlung Glunzbusch.
Innerhalb der Gemarkung Groß Bestens liegen der Todnitzsee und das Seechen. Ein Teil der Gemarkung grenzt zudem an den Pätzer Vordersee.
In Groß Besten verläuft die Bundesstraße 246, die sich kurz hinter den Ort mit der Bundesstraße 179 trifft und das Dorf an die Bundesautobahn 13 anschließt. Ein kurzes Teilstück der Autobahn 13 in Fahrtrichtung Berlin verläuft durch Groß Bestener Gemarkung. Mitten durch den Ort führt die Bahnstrecke Berlin–Görlitz.

## Geschichte und Etymologie

### 14. bis 17. Jahrhundert
1307 wurde ein Flurstück in der Nähe der slawischen Siedlung Bestwin, auf dem sich das Runddorf Groß Besten wenig später befand, als wente to der Besstwinsche Berghen erwähnt. Die urkundliche erste Erwähnung Groß Bestens erfolgte 1375 im Landbuch Karls IV. als Bestewin magna. Eine andere Schreibweise lautete Bestewyn magna. Der Ortsname entwickelte sich über Grossen Bestwyn zu groß Besthen schließlich zu seiner heutigen Form und bedeutet in etwa guter Holunder, was auf die Holundersträucher am Ufer des Klein Bestener Sees zurückzuführen ist. Groß Besten ist, wie Klein Besten auch, als Rundlingsdorf angelegt.
1375 wurde mit dem Bau der Dorfkirche begonnen. Die Bauernhöfe des Dorfes entstanden um das Kirchengebäude herum. Der Ort war zu dieser Zeit 32 Hufen groß, davon gehörten dem Pfarrer sowie den acht Köttern je zwei Hufen. Sechs weitere Hufen gehörten derer von Schlieben. Außerdem gab es zu dieser Zeit bereits eine wüste Mühle, die Rudolffmoll bzw. Rudolffmoel genannt wurde sowie mehrere Seen. Vor 1436 wurde Groß Besten an die Ritterfamilie derer Schenken von Landsberg und Seyda verkauft, die im 14. Jahrhundert durch den Ankauf von 15 weiteren Dörfern das Schenkenländchen formten. Groß Besten war zu dieser Zeit Sitz eines Rittergutes. 1417 wurde das Rittergut den Schenken untergeordnet, die Bewohner Groß Bestens mussten für die Nutzung der Seen im Ortsgebiet Abgaben an die Adligen entrichten. Nach der Reformation kam es 1543 zu einem Streit zwischen den Kirchengemeinden in Groß Besten und Schenkendorf. Dabei wurde die Dorfkirche Schenkendorf zur Pfarrkirche und die Dorfkirche Groß Besten zur Filialkirche.
Im Dreißigjährigen Krieg kam es in Groß Besten zu Überfällen, Morden und Brandstiftungen durch die schwedische Armee. 1624 lebten in Groß Besten 13 Hufner, ein Hirte und ein Schmied. Jeder war verpflichtet, den Herren einen Taler abzugeben. Außerdem gab es einen Schultheiß, der einen Taler und 18 Groschen leisten musste. Die beiden Bauern mussten einen Taler sowie neun Groschen bezahlen; die Kötter zwölf Groschen. Durch den Krieg, Hungertode sowie Seuchen wie der Pest oder Pocken ging die Einwohnerzahl in Groß Besten stark zurück. Nach dem Kriegsende lebten 1652 nur noch sieben Bauern mit einem Sohn, zwei Kötter sowie der Lehnschulze mit seinem Sohn im Dorf. In den darauf folgenden Jahren stieg die Bevölkerungszahl nur langsam wieder an. Das Rittergut war nach Kriegsende kurzzeitig in den Jahren 1652 bis 1657 im Besitz des Theologen Müller.
Nach dem Dreißigjährigen Krieg wechselten die Besitzer des Schenkenländchens sehr oft. Innerhalb von weniger als vierzig Jahren wurde das Schenkenländchen, und damit auch Groß Besten, von den Adelsfamilien von Jena, von Danckelmann, von Loeben, von Puttlitz sowie weiteren Familien gepachtet. 1657 kaufte Johann Friedrich von Loeben für 18.000 Reichstaler das Dorf Schenkendorf sowie die Herrschaftsrechte einiger umliegender Dörfer, darunter auch die für das Dorf Groß Besten. 1683 wurde das Amt Wendisch Wusterhausen mit dem Erwerb durch den späteren Kurfürsten Friedrich III. landesfürstlicher Besitz.

### 18. Jahrhundert

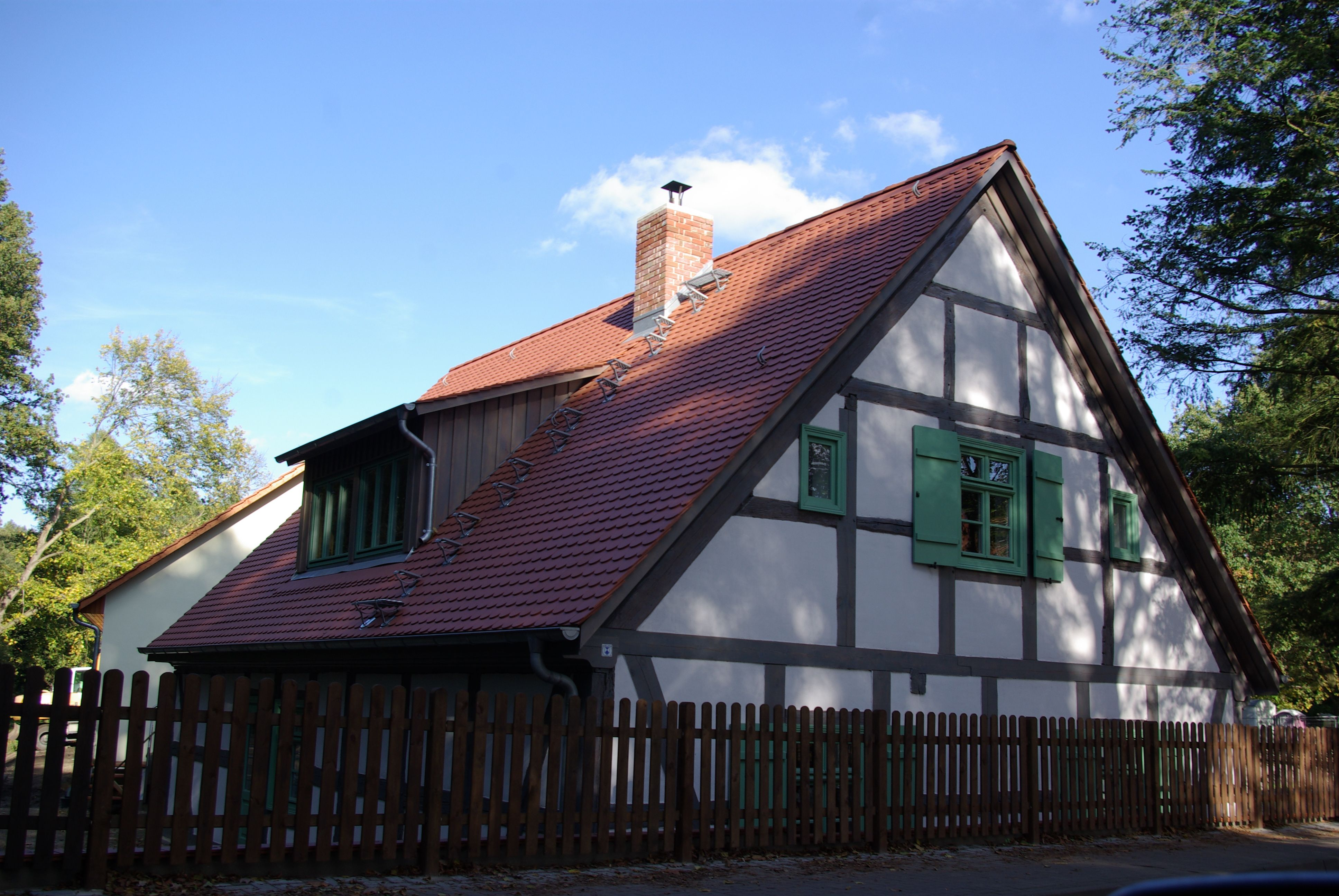
Ehemaliges Königliches Forstamt

1705 gab es einen Lehnschulzen, 12 Bauernhöfe (davon drei wüst), drei Kötterhöfe (davon einer wüst) sowie eine Windmühle und einen Erbbaukrug. Am 11. Februar 1717 kaufte der preußische König Friedrich I., der sich bereits im Besitz der Städte Teupitz und Wendisch/Königs Wusterhausen befand, die Herrschaft Schenkendorf mit den dazugehörigen Dörfern Groß und Klein Besten, Krummensee, Pätz und Körbiskrug von Curt Hildebrand von Loeben für 56.000 Taler. Im 17. Jahrhundert kam es zu Erhöhungen der Steuern und Fronarbeiten durch die Landadligen gegenüber der Bauern. Die Bauern in Groß Besten wurden verpflichtet, wöchentlich mindestens drei Stunden Spanndienste für den Adel zu leisten. Viele Bauern des Dorfes verarmten dadurch. 1745 zählte die Statistik 13 Bauern, eine Windmühle, einen Krug sowie außerhalb des Dorfes drei weiteren Familienhäuser, von denen eines der Müller bewohnte. Im Siebenjährigen Krieg fielen 1757 österreichisch-ungarische Husaren in Groß Besten ein. Die Einwohner hatten für die Verpflegung der Husaren und ihrer Pferde zu sorgen und mussten zudem Beköstigungsgelder zahlen. Am 1. Oktober 1760 erreichte die russische Armee Groß Besten, besetzten den Ort und requirierten von den Bewohnern Groß Bestens Fleisch, Brot, Erbsen, Linsen, Hafer, Bier und Branntwein zu ihrer Verpflegung. Am 14. Oktober 1760 wurde Groß Besten von Kosaken überfallen. 1771 gab es 13 Giebel (=Wohnhäuser), einen Hirten sowie eine private Windmühle.

### 19. Jahrhundert
1801 lebten im Ort 14 Ganzbauern, fünf Büdner und sieben Einlieger. Es gab einen Krug und eine Windmühle. 1840 war die Anzahl auf 22 Wohnhäuser mit Gallunsbrück angewachsen. 1858 ergab eine statistische Erhebung im Ort 14 Hofeigentümer mit 13 Knechten und Mädgen, zwei Personen Gesinde, zwei Bediente sowie 24 Besitzungen. Von diesen waren 15 Besitzungen zwischen 30 und 300 Morgen groß. Sie bewirtschafteten zusammen 2787 Morgen. Acht weitere Besitzungen waren zwischen 5 und 30 Morgen groß (in Summe 94 Morgen) sowie eine weitere Besitzung mit zwei Morgen. Außerdem gab es einen Armen im Ort. 1860 standen im Ort 54 Wirtschaftsgebäude, darunter eine Getreidemühle sowie 24 Wohn- und zwei öffentliche Gebäude. 1866 wurde die Bahnstrecke Berlin–Görlitz eingeweiht, die durch Groß Besten führt und in der Nähe einen Haltepunkt hat. 1891 wurde Groß Besten an das Chauseenetz des Teltowischen Kreises angeschlossen. 1893 wurde der Friedhof an der Dorfkirche geschlossen, fortan fanden Begräbnisse auf dem Friedhof von Klein Besten statt. Die Kinder in Groß Besten besuchten die Rote Schule oder die Schule an der Dorfkastanie.

### 20. Jahrhundert

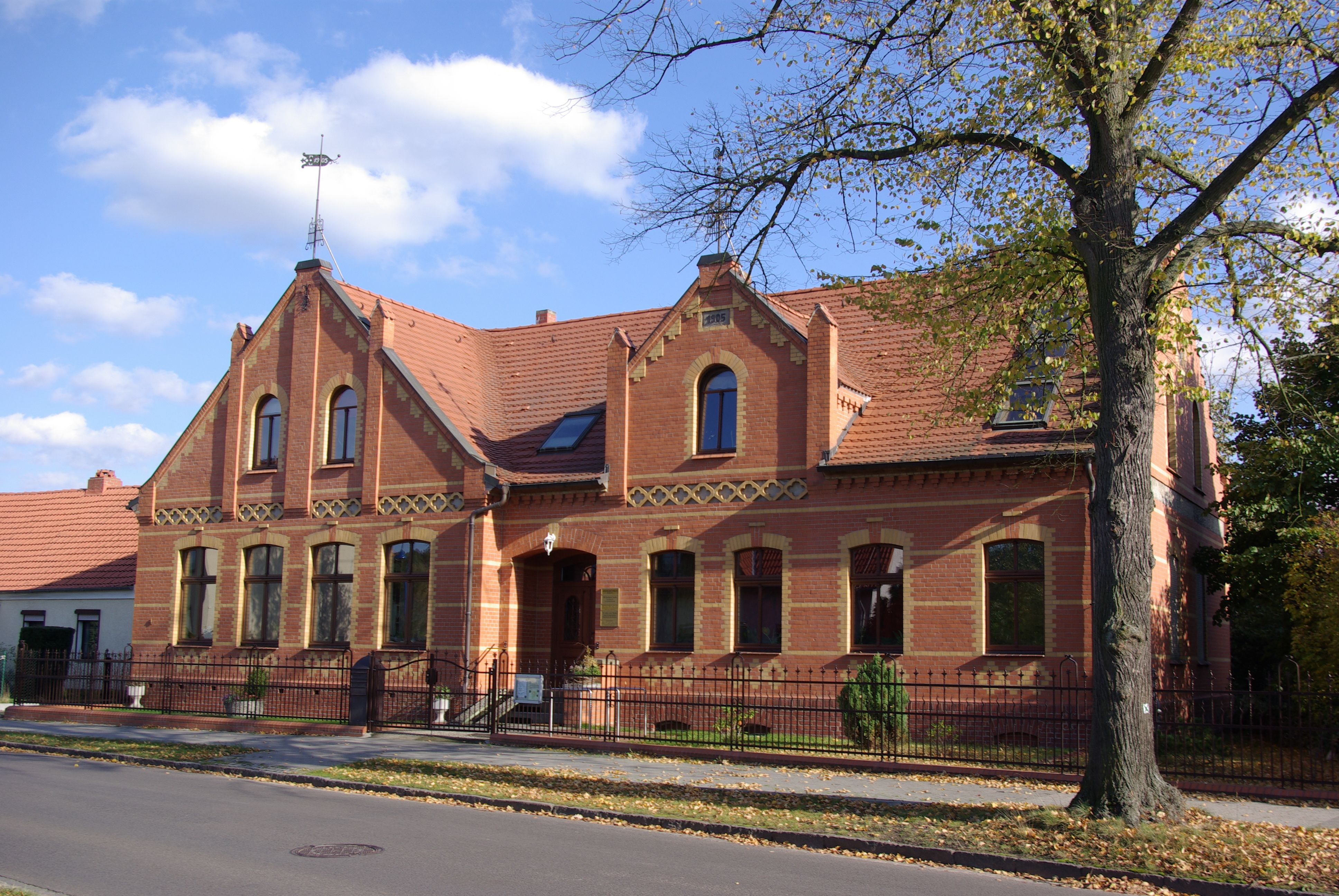
Gebäude der ehemaligen „Roten Schule“ in Groß Besten

Im Jahr 1900 zählte die Statistik in Groß Besten 494 Einwohner in 64 Haushalten. Vor dem Ersten Weltkrieg kam es bei Groß Besten zu Bodenschatzfunden, ab Beginn des 20. Jahrhunderts wurde in der Region mit dem Abbau von Ton und dem Brennen von Dachziegeln begonnen. Nach dem Ersten Weltkrieg wuchs Groß Besten durch Zuzügler stark an. 1925 hatte Groß Besten 1.266 Einwohner in 184 Wohngebäuden, fast dreimal so viele Einwohner als fünfzehn Jahre zuvor. 1929 wurde ein Teil des Gutsbezirks Königs Wusterhausener Forst mit 203 Hektar eingemeindet. 1931 gab es im Ort 186 Wohnhäuser. 1932 kamen die Wohnplätze Forsthaus Gallunsbrück, Chausseehaus Gallunsbrück sowie die staatliche Siedlung Gallunsbrück hinzu.
In der Zeit des Nationalsozialismus gründete sich in Groß Besten unter anderem ein NS-Kindergarten, das Deutsche Jungvolk, die Hitlerjugend, der Bund Deutscher Mädel sowie der Reichsarbeitsdienst (RAD). Als Bürgermeister der späteren Gesamtgemeinde wurde der NSDAP-Parteigenosse Hackbarth eingesetzt. Unter seiner Leitung wurden Einheiten des RAD zum Bau eines Entwässerungsgrabens, zum Straßenbau sowie zur Kulturarbeit eingesetzt. Per Erlass des Oberpräsidenten der Provinz Brandenburg vom 7. Januar 1938 wurde Groß Besten am 1. April 1938 mit der Gemeinde Klein Besten zusammengelegt, die neu gebildete Gemeinde sollte zunächst den Namen Groß Besten führen, später wurde allerdings der Name Bestensee festgelegt. Nach den Novemberpogromen 1938 wurde die Hauptstraße wurde in Adolf-Hitler-Straße umbenannt. 1941 wurde der Tonabbau aus wirtschaftlichen Gründen eingestellt und die dabei entstandenen Gruben im Norden Groß Bestens wurden geflutet. Am 26. April 1945 erreichte die Rote Armee den Ort.
Die beiden Schulgebäude in Groß Besten wurde nach dem Ende des Zweiten Weltkrieges vorübergehend als Kriegslazarette genutzt, standen aber bereits ab Juni 1945 wieder für den Schulunterricht zur Verfügung. Anfang der 1950er-Jahre wurden die Bauern in Groß und Klein Besten in einer Landwirtschaftlichen Produktionsgenossenschaft zusammengefasst. Am 7. März 1946 gründete sich im Ort die Freie Deutsche Jugend.
In den 1950er-Jahren wurde mit der Restaurierung der durch den Krieg beschädigten Gebäude begonnen. Daneben entstanden mehrere Plattenbauten im östlichen Teil Groß Bestens, dem heutigen Gemeindeteil Glunzbusch. Diese wurden als Büros der Freien Deutschen Jugend genutzt und später von den Grenztruppen der DDR bezogen. In der ab den 1960er-Jahren neu angelegten Rudi-Arnstadt-Siedlung lebten überwiegend die Familien der bei den Grenztruppen beschäftigten Offiziere. Die Gemeindeverwaltung zog 1960 in das alte Schulgebäude an der Dorfkastanie um. Am 1. September 1969 wurde die neu gegründete POS Rudi-Arnstadt-Oberschule in Groß Besten eingeweiht. Das kulturelle Leben wurde durch den Männerchor sowie eine Schullaienspielgruppe bereichert. Hinzu kam ein umfangreiches Vereinswesen. So veranstalteten die Kleingärtner und Kleintierzüchter die Rosenbaumfeste im Ort. Der DFD war wie auch die Volkssolidarität ebenfalls aktiv.

### Verwaltungstechnische Zugehörigkeit
Groß Besten lag seit jeher im Königreich Preußen. Bei der Kreisneubildung 1816 kam die Gemeinde an den Landkreis Teltow. Zum 1. April 1938 wurde Groß Besten per Amtsbeschluss mit Klein Besten zur Gemeinde Bestensee vereinigt. Am 25. Juli 1952 wurde Groß Besten dem neu gebildeten Kreis Königs Wusterhausen im Bezirk Potsdam zugeordnet. Nach der Wende lag Groß Besten zunächst im Landkreis Königs Wusterhausen in Brandenburg. Nach der Kreisreform im Dezember 1993 kam Klein Besten in den neu gebildeten Landkreis Dahme-Spreewald.

## Bevölkerungsentwicklung
| Jahr      | 1734 | 1772 | 1801 | 1817 | 1840                 | 1858                  | 1895 | 1925 |
| Einwohner | 128  | 118  | 132  | 134  | 145 mit Gallunsbrück | 182 ohne Gallunsbrück | 439  | 1361 |

## Weiteres
Die mittelmärkische Mundart von Groß und Klein Besten wurde 1907 von Max Siewert in einer Ortsgrammatik dokumentiert.

## Nachweise
1. ↑  Reinhard E. Fischer: Die Ortsnamen der Länder Brandenburg und Berlin. Alter – Herkunft – Bedeutung. be.bra Wissenschaft, Berlin 2005, S. 26.
2. 1 2 3  Wolfgang Purann: Bestensee. Die Chronik eines märkischen Dorfes. Bestensee 2006 (mediapur.de).
3. ↑  Groß Besten im Geschichtlichen Ortsverzeichnis. Abgerufen am 27. März 2018.
4. ↑  Max Siewert: Die Mundart von Besten (Kreis Teltow, Prov. Brandenburg). In: Jahrbuch des Vereins für niederdeutsche Sprachforschung [Niederdeutsches Jahrbuch]. Band 33, 1907, S. 9–26 (archive.org).